# 1990年臺灣
|        | 臺灣歷史 \| 台灣歷史年表 |
| 世纪： | 19世纪臺灣 \| 20世纪臺灣 \| 21世纪臺灣 |
| 年代： | 1960年代臺灣 \| 1970年代臺灣 \| 1980年代臺灣 \| 1990年代臺灣 \| 2000年代臺灣 \| 2010年代臺灣 \| 2020年代臺灣                                           |
| 年份： | 1985年臺灣 \| 1986年臺灣 \| 1987年臺灣 \| 1988年臺灣 \| 1989年臺灣 \| 1990年臺灣 \| 1991年臺灣 \| 1992年臺灣 \| 1993年臺灣 \| 1994年臺灣 \| 1995年臺灣 |
| 纪年： | 庚午年（马年）、中華民國79年 |

1990年台灣舉行了中華民國第八任總統選舉，這一年也是中華職棒元年。

## 政府

### 國家正副元首

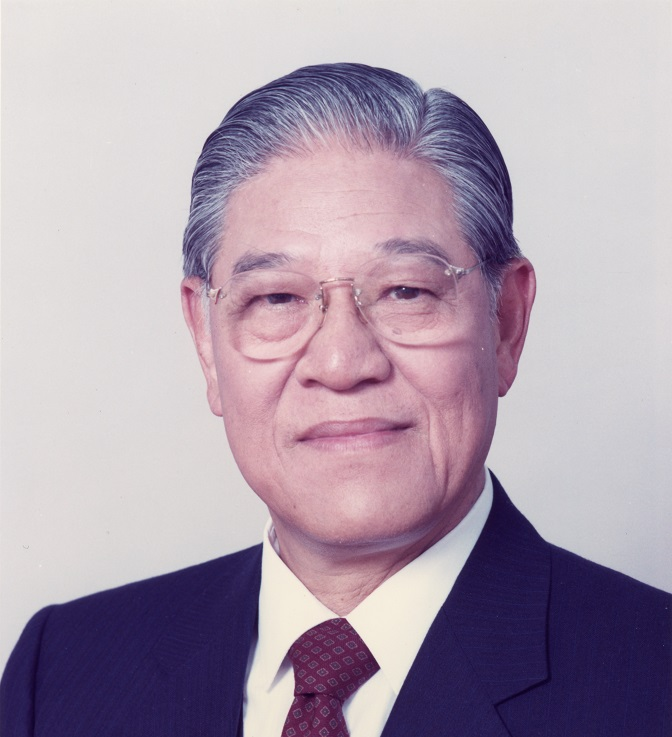
總統：李登輝
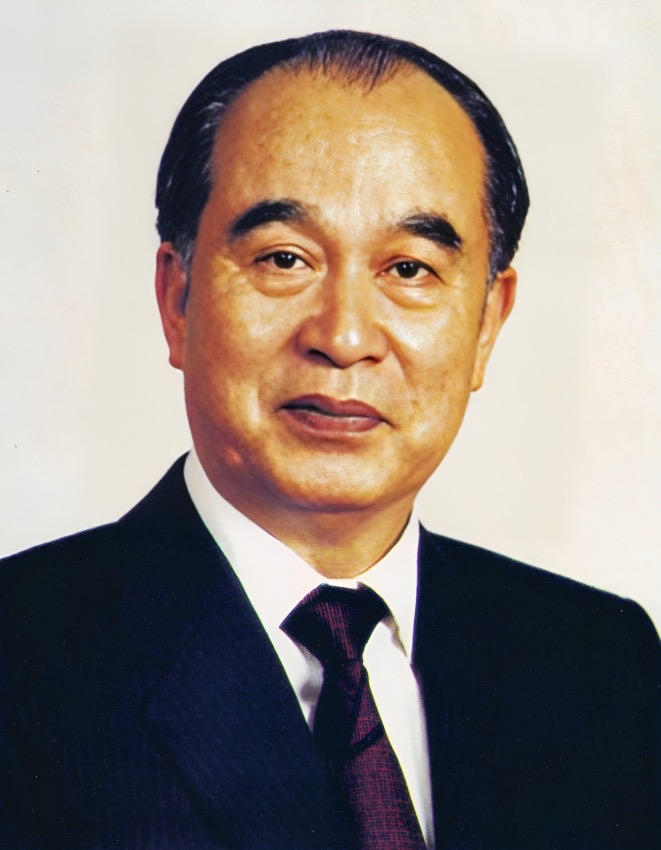
副總統：李元簇

### 五院首長

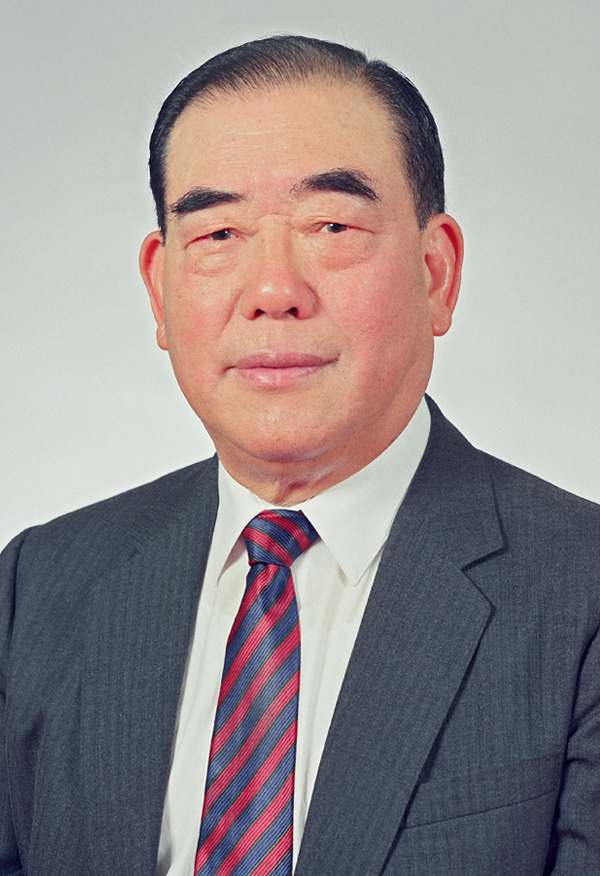
行政院院長：郝柏村
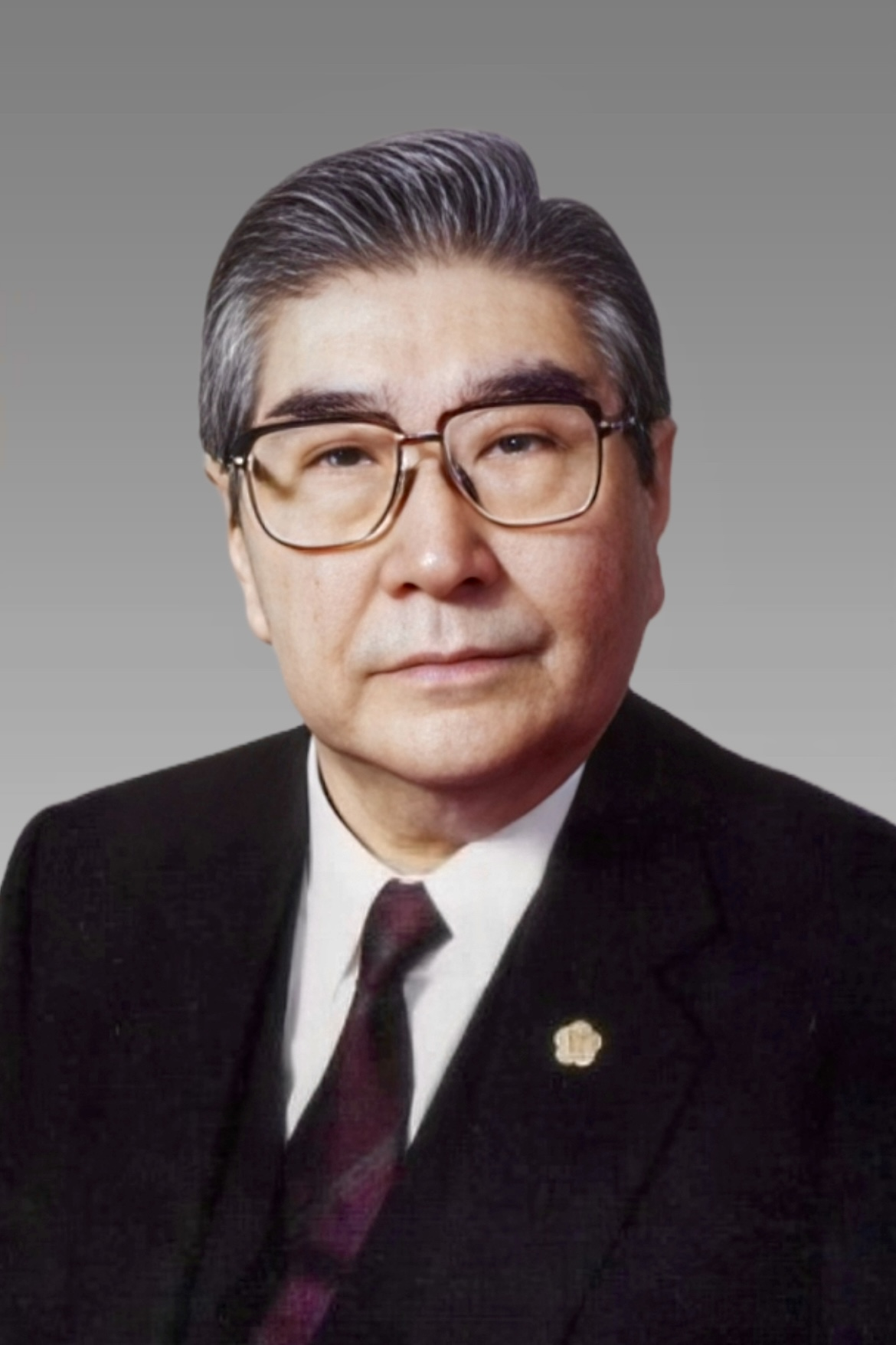
立法院院長：梁肅戎
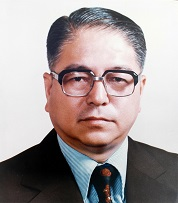
司法院院長：林洋港
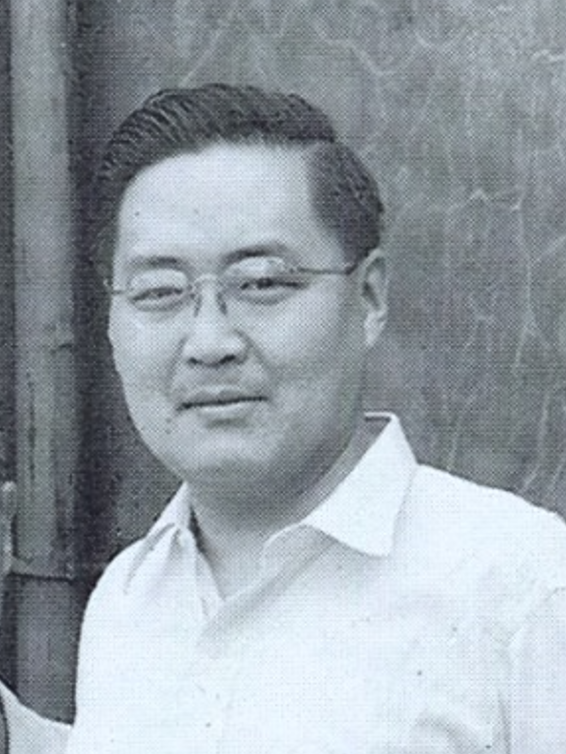
考試院院長：孔德成
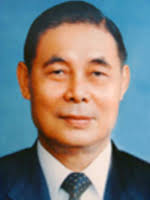
監察院院長：黃尊秋

### 省政府主席

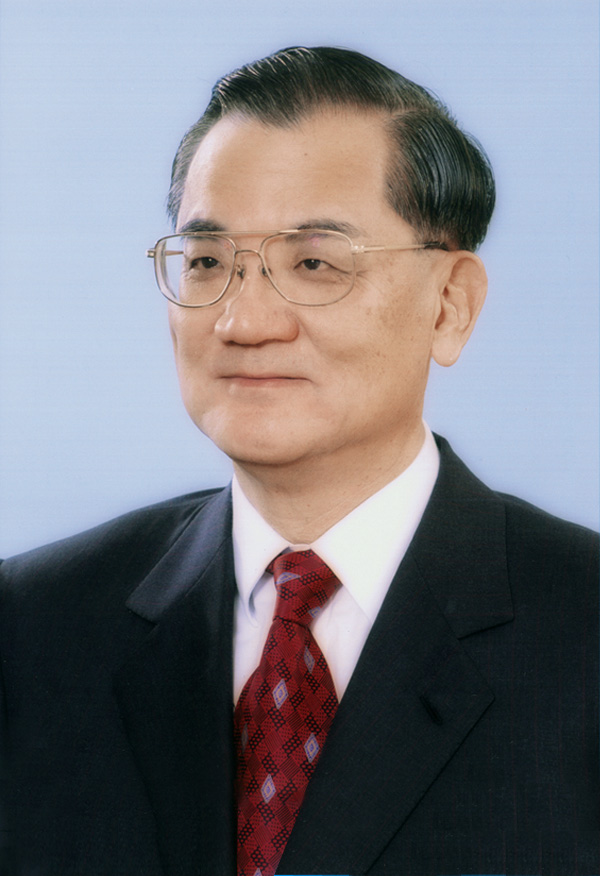
臺灣省政府主席：連戰
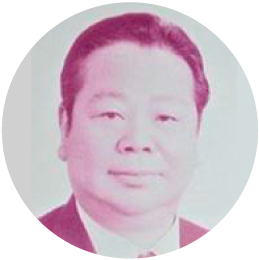
福建省政府主席：吳金贊

### 成員變動

副總統：缺位
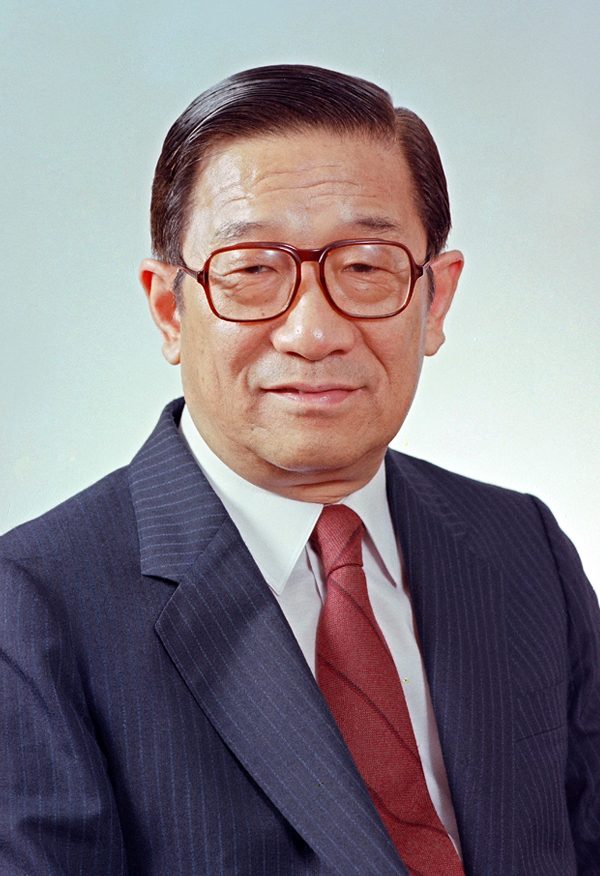
行政院院長：李煥（內閣總辭）
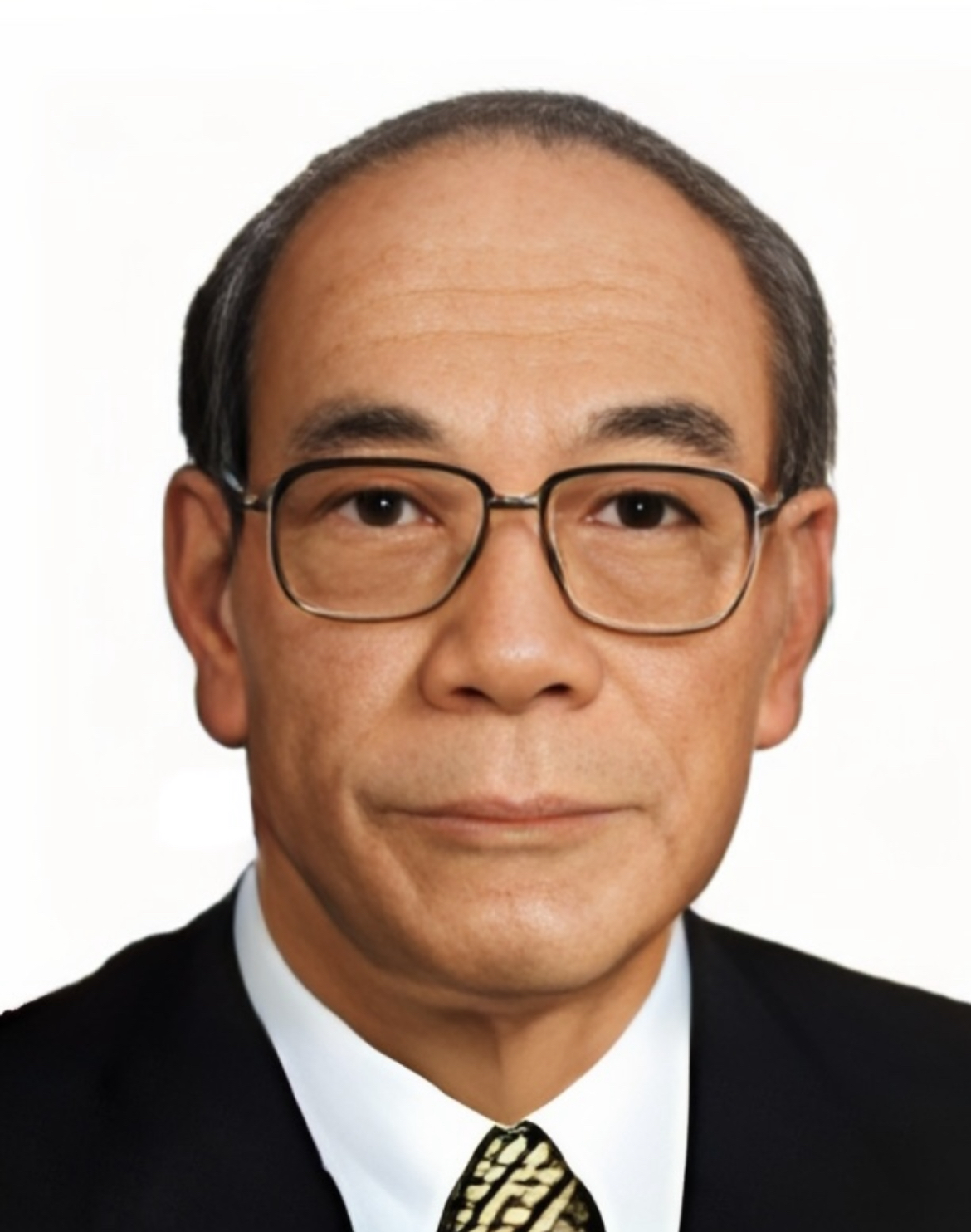
立法院院長：劉闊才（辭職）
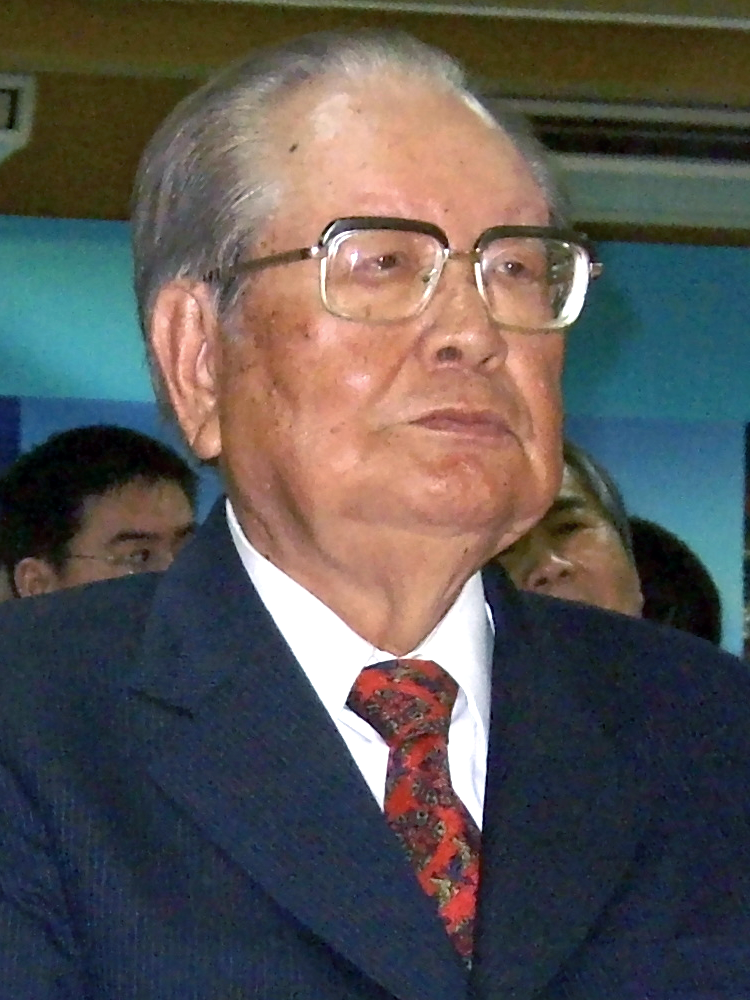
臺灣省政府主席：邱創煥（任期屆滿）

## 大事記

### 2月
- 2月10日——中華民國中央銀行內統計國內所持有的外幣資產達830億美元超越日本的826億美元，成為世界第一[1]。
- 2月11日——二月政爭：李登輝總統國民黨臨中全會上提名下屆總統選舉副總統候選人李元簇，引起「非主流派」要求表決「起立」或「票選」。最後在國民黨180名中央委員中，票選派獲得70票、而贊成起立有99票。決定以起立鼓掌形式決定由李登輝、李元簇代表國民黨參選，「非主流派」的翻案功敗垂成。
- 2月12日——台灣股市加權指數以2160億元的成交額創下歷史高點：12682.41點（此記錄直至30年後，2020年7月27日才打破）

### 3月
- 3月12日——台北市区里行政区域重新调整。
- 3月13日——遷台四十年從未全面改選的國民大會，在陽明山中山樓自行通過「臨時條款修正案」，將1986年選出的增額代表任期延長為9年，創下國會議員自行通過延長任期的惡例，此事被戲稱為「山中傳奇」。
- 3月16日——因二月政爭與國大代表自行延長任期9年，引起學生到中正紀念堂前靜坐抗議，野百合學運。
- 3月17日——中華職棒於台北市立棒球場舉辦首場比賽。(兄弟象VS統一獅)
- 3月21日——上午，中華民國第八任總統、副總統選舉，李登輝、李元簇當選正副總統。
- 3月21日——下午，甫當選第八任總統的李登輝於下午3時在總統府接見53名學運學生代表。

### 4月
- 4月3日——針對「萬年國會」，民進黨籍的陳水扁、余政憲、彭百顯，結合國民黨籍的趙少康等人，共二十六名立委提案聲請釋憲。
- 4月12日——臺中縣外埔鄉鋐光實業公司中午發生爆炸，釀成40死29傷[2]。
- 4月19日——司法院大法官會議作成釋字第260號解釋，認定立法院與臺灣省議會均沒有逕行制訂臺灣省政府及省議會組織條例組織條例的法律依據與權限[3]。
- 4月24日——苗栗縣造橋車站與臺中縣豐原車站之間的山線鐵路因土石掩埋，造成三十班次莒光號列車出軌，有2人死亡，9人受傷[3]。
- 4月25日——井口真理子之母井口久子來臺向內政部警政署報案（詳見井口真理子命案）
- 4月25日——臺南縣左鎮鄉二寮村發現兩起罕見的烏腳病病例[3]。

### 5月
- 5月20日——中華民國第八任總統李登輝與副總統李元簇於臺北國父紀念館大會堂宣誓就職，由司法院長林洋港監誓，宣誓之後李登輝發表「開創中華民族的新時代」就職演說[3]。同日李登輝總統發布特赦令，林弘宣、呂秀蓮、陳菊、姚嘉文、黃信介、張俊宏、林義雄、施明德、許信良等九人罪刑宣告無效，黃劍峰、蔡有全、劉廣聲、陳維都、莊國銘、黃光雄、駱神助、劉德金、蕭佛恭、許曹德、丘景元等十一人免除其刑之執行，另外恢復黃劍峰、蔡有全、劉廣聲、莊國銘、黃光雄、劉德金、許曹德、陳明忠、張化民、徐肇宏、邵翠華、黃華、蔡格堂、王競雄等十四人被褫奪之公權[3]。
- 5月21日——臺灣省政府委員會議決定在宜蘭縣、新竹縣、苗栗縣、南投縣、雲林縣、嘉義縣、花蓮縣、臺東縣、澎湖縣正式設立環境保護局（在此之前上述各縣環保業務由衛生局辦理），編制員額共196人[3]。
- 5月29日——因行政院院長李煥請辭已准，特任郝柏村為行政院院長[3]。

### 6月
- 6月1日——行政院院會通過〈臺灣省議會組織規程〉等地方自治法規部分條文修正草案，明定臺灣省主席及院轄市市長之任用，由省市議會行使同意權[3]。
- 6月5日——行政院院會通過提名連戰為臺灣省政府委員兼主席，吳敦義為高雄市長，並函請臺灣省議會與高雄市議會行使同意權[3]。
- 6月8日——臺灣省政府頒布〈臺灣省獎勵民間捐贈文物實施要點〉，鼓勵民間捐贈鄉土文物以利保存[3]。
- 6月14日——228事件編入高中第三冊歷史教科書中[3]。
- 6月16日——臺灣省新舊任主席連戰、邱創煥交接典禮於上午在中興新村省訓團中正堂舉行，行政院院長郝柏村監交[3]。同日舉行臺灣省各鄉鎮市民代表、村里長，臺北、高雄兩市里長選舉與新竹縣國民大會代表補選（補選由國民黨的陳濬全當選）[3]。
- 6月23日——中度颱風歐菲莉中午從花蓮登陸，重創宜蘭與花蓮，其中銅門村還發生土石流掩埋，雲林嘉義兩縣亦受災嚴重，造成的損失約有12億3千萬元，大甲溪鐵橋因而傾斜，造成臺鐵山線停駛[3]。對此臺灣省主席連戰於6月25日對於災後復建工作做出13項指示[3]。
- 6月27日——臺北圓山大飯店舉行國是會議。高雄、南投、花蓮三縣分別成立「野生動物保育聯合執行小組」以確保〈野生動物保育法〉的執行[3]。

### 7月
- 7月1日——中華民國國軍義務役役期不分軍種，服役時間統一為兩年。
- 7月21日——907事件发生，中华民国军警以“越界偷渡”为由逮捕并虐待中國大陸渔船渔民，导致25人死亡。
- 7月22日——中华民国與沙烏地阿拉伯断交。

### 8月
- 8月25日——南投縣的日月潭發生興業號遊艇沉沒事故，57人罹難。
- 8月28日——《首都早報》停刊。

### 10月
- 10月7日——李登輝邀集朝野各黨及社會各界人士於總統府成立國家統一委員會。

### 11月
- 11月5日——中華民國宣佈與尼加拉瓜全面恢復外交關係

### 12月
- 12月——行政院成立「行政院二二八研究小組」，並行文各相關單位務須徵集史料，為了尋找事件真相，積極為受難者家屬平反，試圖弭平社會傷痛、以促進受害者以為的族群和諧。張溫鷹與多位省議員連署提案，要求臺灣省文獻會公布國防部所藏檔案資料，以還原事件真相。

## 出生
参见： 1990年出生
- 1月3日——劉璇：演員。
- 1月4日——郝劭文：演員。
- 1月7日——吳昀廷：歌手、演員、主持人，是Popu Lady成員之一。
- 1月8日——
  - 雷瑟琳：演員、模特兒。
  - 周天成：羽球選手。
- 1月11日——陸筱晴：啦啦隊員，是Rakuten Girls成員之一。
- 1月16日——黃義婷：划船運動員。
- 1月18日——洪詩涵：羽球選手。
- 1月21日——楊智淵：社會運動人士。
- 1月23日——戴瑋姍：政治人物。
- 1月24日——王盈凱：演員、模特兒。
- 1月25日——陳子語：演員。
- 1月28日——米鹿：部落客、YouTube網紅。
- 1月29日——方昶詠：棒球選手、YouTube網紅。
- 1月31日——吳俊逸：棒球選手。
- 2月4日——陳米薇：主持人、模特兒。
- 2月8日——
  - 尤芷薇：記者。
  - 秦紫翔：演員。
  - 楊駿文：歌手、演員。
- 2月12日——鍾秀鼐：籃球運動員。
- 2月15日——吳勇濱：歌手、演員。
- 2月17日——林吟蔚：歌手、演員。
- 2月20日——
  - 呂孫福：政治人物，是呂孫綾之弟。
  - 洪淇：演員，是MOMO親子台第一代糖果姐姐。
- 2月22日——魏子茜：撞球選手。
- 2月24日——呂佳彬：羽球選手。
- 3月1日——
  - 曾子余：演員、主持人。
  - 林睦言：演員、模特兒。
- 3月2日——賴國維：籃球教練。
- 3月6日——黃偉晟：棒球選手。
- 3月7日——張語昕：模特兒。
- 3月10日——江忠城：棒球選手。
- 3月12日——
  - 葉欣眉：演員、主持人、通告藝人。
  - 鄧絜文：演員、模特兒、通告藝人。
- 3月15日——
  - 小光：YouTube網紅。
  - 邱奕寰：足球運動員。
  - 方信翔：身心障礙權利運動人士。
- 3月17日——黃郁芬：政治人物。
- 3月18日——
  - 黃逸柔：射箭選手。
  - 徐若庭：擊劍運動員。
  - 黃大衛：擊劍運動員。
- 3月19日——陳庭瑄：演員、主持人。
- 3月23日——
  - 吳汶芳：歌手。
  - 黃偉晉：歌手、演員。
  - 焦竟翟：美術指導。
- 3月29日——何則文：NPO工作者。
- 3月30日——謝翔雅：演員。
- 3月31日——楊詩穎：配音員。
- 4月1日——王勇翰：主持人，是模范棒棒堂第六代成員之一。
- 4月4日——
  - 張行：演員。
  - 周荀：演員、通告藝人。
- 4月9日——郭少傑：籃球運動員。
- 4月13日——林艾融：啦啦隊員、主持人，是LamiGirls成員之一。
- 4月14日——王鈺婷：新聞主播。
- 4月17日——雷千瑩：射箭選手。
- 4月18日——臧芮軒：演員、主持人、氣象主播。
- 4月19日——吳函峮：啦啦隊員、主持人，是Passion Sisters成員之一。
- 4月21日——柯智棠：歌手。
- 4月24日——
  - 蔡欣宏：棒球選手。
  - 楊孟霖：演員、模特兒。
- 4月25日——姚愛寗：演員、模特兒。
- 5月5日——張瑋庭：演員。
- 5月7日——藍寅倫：棒球選手。
- 5月10日——李鴻其：演員。
- 5月12日——韓森：歌手。
- 5月13日——
  - 朱芷玄：演員、主持人、模特兒。
  - 蔡孟修：棒球選手。
- 5月14日——魏嘉瑩：歌手，是Arrow Band主唱。
- 5月16日——蔡友達：棒球選手。
- 5月17日——
  - 林雨葶：演員。
  - 安于晴：演員、模特兒。
  - 林嘉凌：主持人、YouTube網紅、通告藝人。
- 5月20日——阮鳳儀：導演。
- 5月22日——林辰唏：演員。
- 5月23日——楊虔豪：記者。
- 5月27日——林辰：YouTube網紅。
- 5月29日——
  - 林舒語：演員、通告藝人。
  - 梁睿緯：羽球選手。
  - 高孝儀：棒球選手。
  - 黃亭茵：自由車選手。
- 5月30日——
  - 王若羽：歌手。
  - 陳孝榮：籃球運動員。
- 5月31日——周芷萱：部落客、女權運動人士。
- 6月1日——穆宣名：配音員。
- 6月8日——林家興：政治人物。
- 6月9日——李銓：演員，是模范棒棒堂第四代成員之一。
- 6月10日——高健益：籃球運動員。
- 6月11日——謝政豪：DJ、企業家、音樂製作人、製作顧問，是薩泰爾娛樂創辦人、博恩夜夜秀製作人。
- 6月16日——林力仁：籃球運動員。
- 6月21日——洪萬庭：舉重運動員。
- 6月25日——貝莉莓：YouTube網紅。
- 6月27日——黃鎮：籃球運動員。
- 7月1日——張立穎：演員、模特兒。
- 7月4日——紀艾希：演員、模特兒。
- 7月5日——
  - 周亭羽：新聞主播。
  - 張硯卿：新聞主播。
  - 曾宇璦：演員、模特兒。
- 7月7日——葉星辰：演員。
- 7月9日——
  - 林韋翰：籃球運動員。
  - 謝榮豪：棒球選手。
- 7月10日——林曼婷：足球運動員。
- 7月12日——波特王：YouTube網紅。
- 7月16日——顏辰歡：演員。
- 7月17日——陳思瑾：主持人、模特兒、攝影師。
- 7月18日——
  - 黃沐妍：演員、主持人、通告藝人。
  - 郭書瑤：歌手、演員、主持人，以「殺很大」形象而爆紅。
- 7月21日——陳韋辰：學生運動人士。
- 7月22日——
  - 張伯維：籃球運動員。
  - 楊勝智：棒球選手。
- 7月23日——尹彥凱：演員。
- 8月1日——林京玲：政治人物。
- 8月5日——
  - 楊雅筑：演員。
  - 林筳諭：演員、主持人，是黑Girl第二代成員之一。
- 8月8日——周柏臣：籃球運動員。
- 8月9日——洪昰顥：特技演員、動作導演、武術指導。
- 8月15日——吳姍儒：主持人、英文老師，是吳宗憲長女。
- 8月17日——夏政峰：歌手、演員。
- 8月20日——劉崇顯：政治人物。
- 8月22日——張楷：跆拳道運動員。
- 8月24日——柯家豪：歌手、演員，是Super131成員之一。
- 9月2日——魏暉倪：歌手、演員。
- 9月7日——
  - 林敬倫：演員。
  - 柳采葳：政治人物。
  - 禾浩辰：演員。
  - 林鴻敏：田徑運動員。
  - 林耀宗：籃球運動員。
- 9月9日——黃小潔：YouTube網紅。
- 9月10日——
  - 黃奇斌：歌手，是茄子蛋主唱。
  - 韋佳宏：歌手、主持人，是模范棒棒堂第四代成員之一。
- 9月12日——
  - 熊仔：歌手。
  - 陳慶烜：足球教練。
- 9月16日——周俐葳：演員。
- 9月16日——
  - 林意箴：演員。
  - 林頤原：吉他手。
- 9月17日——黃培閎：排球運動員。
- 9月20日——
  - 曲獻平：演員。
  - 黃文忠：自由車選手。
- 9月21日——袁子芸：演員。
- 9月23日——徐詠琳：歌手、空服員。
- 9月25日——謝苡縥：排球選手。
- 9月29日——李家慶：演員、模特兒。
- 10月1日——陳侑昫：籃球運動員。
- 10月4日——陳俞融：政治人物。
- 10月7日——
  - 廖冠皓：羽球選手。
  - 陳薇仲：政治人物。
- 10月9日——王梓安：棒球選手。
- 10月10日——邱宇辰：歌手、演員、主持人，是邱勝翊之弟，曾為Choc7、JPM成員之一。
- 10月11日——李建軒：歌手。
- 10月17日——牛煦庭：政治人物。
- 10月22日——
  - 徐新洋：主持人。
  - 蔡益民：棒球選手。
- 10月23日——黃美菁：羽球選手。
- 10月24日——梁以辰：演員、模特兒。
- 10月27日——劉妤安：YouTube網紅。
- 10月28日——施晉堯：籃球運動員。
- 10月29日——陳冠宇：棒球選手。
- 10月31日——
  - 吳迦樂：演員。
  - 許光漢：歌手、演員。
  - 張立帆：棒球選手。
  - 耿葳：政治人物。
- 11月2日——
  - 宋羽葤：演員。
  - 高慈妤：軍事人物，是空軍官校首位正期女飛官。
- 11月3日——
  - 曾博恩：YouTube網紅。
  - 林禹：演員。
- 11月4日——胡睿兒：歌手，是林采緹之夫。
- 11月7日——包喜樂：籃球運動員。
- 11月10日——蘇緯達：棒球選手。
- 11月12日——
  - 劉奕兒：演員。
  - 潘志芳：棒球選手。
- 11月13日——聖結石：YouTube網紅。
- 11月14日——張浩：帆船運動員。
- 11月15日——洪聖欽：棒球選手。
- 11月16日——何紫妍：演員、主持人。
- 11月20日——9m88：歌手、演員。
- 11月21日——曉帆：啦啦隊員，是LamiGirls隊長。
- 11月22日——蘇鈺雯：環保運動人士。
- 11月24日——
  - 陳子玄：演員。
  - 劉錚：籃球運動員。
- 11月25日——陳貴祥：籃球教練。
- 11月26日——薛弘偉：電競選手、YouTube網紅。
- 11月28日——章廣辰：演員。
- 12月1日——羅華韋：棒球選手。
- 12月2日——吳浚鋒：游泳運動員。
- 12月3日——
  - 黃勝雄：棒球選手。
  - 蔡宜芳：政治人物。
- 12月4日——楊又穎：模特兒。
- 12月5日——
  - 曾宇辰：歌手。
  - 彭賢庭：棒球選手。
- 12月9日——游雅君：田徑運動員。
- 12月10日——
  - 石知田：演員。
  - 洪佩瑜：歌手、演員。
  - 楊元慶：街頭藝人。
- 12月11日——
  - 陳為廷：學生運動人士。
  - 游涵君：啦啦隊員，是Fubon Angels成員之一。
- 12月13日——
  - 鄭文豪：棒球選手。
  - 林珈安：歌手、演員，是Roomie成員之一。
- 12月14日——鄭孟洳：政治人物。
- 12月16日——李漫：歌手。
- 12月17日——陳彥佐：演員。
- 12月24日——周宇柔：演員。
- 12月25日——
  - 菜喳：YouTube網紅。
  - 姜凱心，羽球選手。
- 12月29日——
  - 葉慈毓：演員。
  - 邱浩鈞：棒球選手。
- 12月30日——
  - 方志友：歌手、演員。
  - 徐鈞浩：歌手、演員。
- 12月31日——
  - 嚴和生：足球運動員。
  - 黃建逢：排球運動員。

## 逝世
- 3月5日——蔡阿信，臺灣近代第一位受到完整現代醫學訓練的女醫師。（1899年出生）
- 4月6日 —— 楊金欉、前台北市镸。（1923年出生）。
- 4月24日——葉宏甲，漫畫家，代表作《諸葛四郎》。（1923年出生）
- 9月3日——王禎和，作家。代表作有〈嫁粧一牛車〉、《玫瑰玫瑰我愛你》。（1940年出生）
- 10月27日——許金德，商人、政治人物，曾任多屆臺灣省議員、第三屆臺灣省議會副議長。（1908年出生）